# 葉形幼體

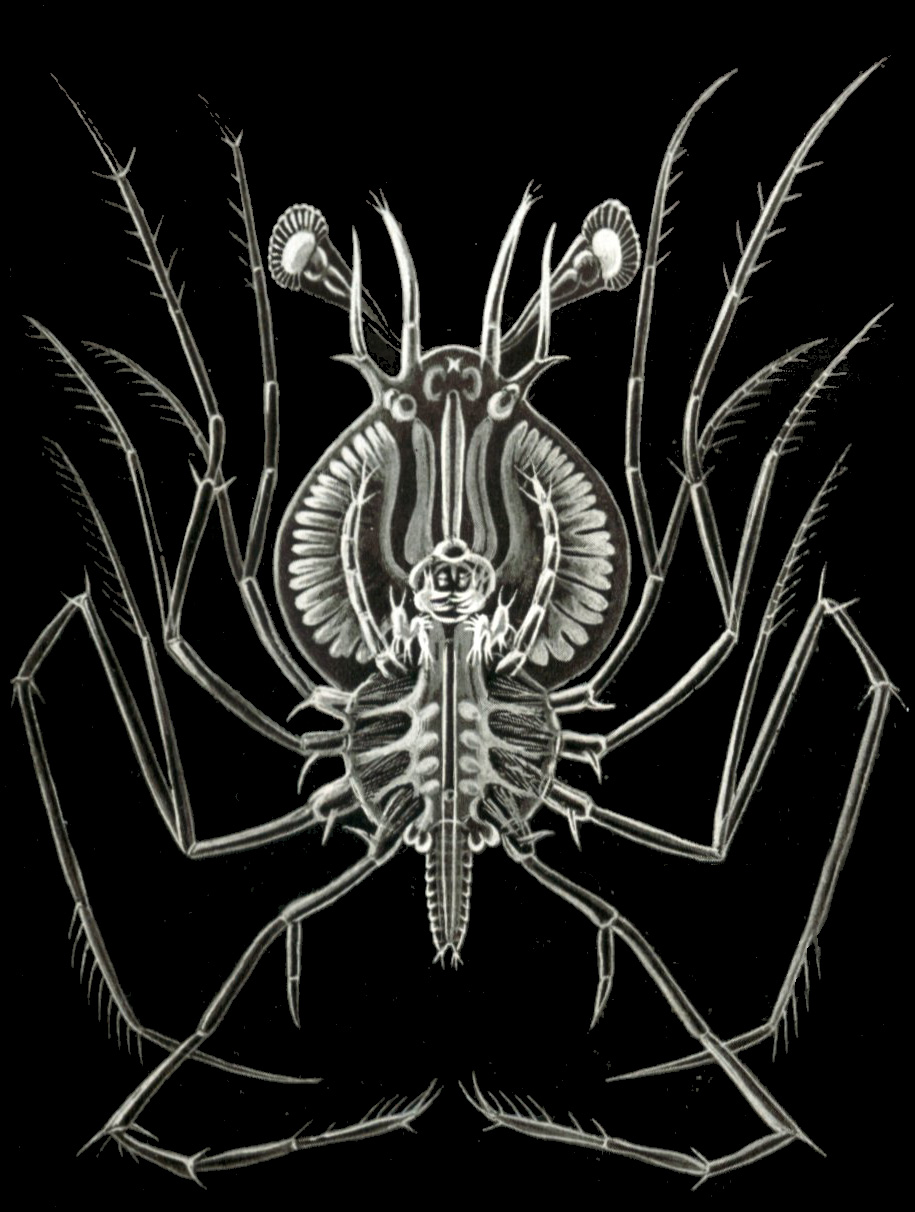
棘刺龍蝦的葉形幼體

葉形幼體（phyllosoma）指無螯下目下的現存的蝦的幼體階段。 這種透明的幼體瘦而扁平，有長足。這一階段可能持續數年之久，最終葉形幼體可以長到很大。 龍蝦的葉形幼體在變成底棲的成體之前還需經過另外一個過渡階段。
雖然葉形幼體是一個十分值得關注的階段，但是現在對此的研究卻並不深。 對於一些種類連其食物都不清楚。